# تونس في الألعاب المتوسطية 2013
شاركت تونس في الألعاب المتوسطية 2013 في مدينة مرسين التركية, والتي دارت فعالياتها من 20 إلى 30 يونيو 2013. شاركت تونس بأربعة وسبعين رياضي فقط في هذه الدورة وهو ما يقارب نصف عدد مشاركيها في الدورتين السابقتين. وأنهت الدورة في المرتبة الحادية عشرة بمجموع 48 ميدالية منها 9 ميداليات ذهبية و17 ميدالية فضية. لتكون بذلك ثاني أفضل نتيجة تحققها في تاريخها من حيث عدد الميداليات، بعد ألعاب البحر الأبيض المتوسط 2001
تألقت تونس في هذه الدورة في رياضة رفع الأثقال، حيث فازت بـ 12 ميدالية منها أربعة ميداليات إقتسمها كل من خليل معاوية وكريم بن هنية وكانت الميدالية الخامسة من نصيب رمزي بهلول. كما أن كافت المتوجين في هذه الرياضة فازوا بميداليتين.

## الميداليات
تألق في هذه الدورة قرش المتوسط السباح أسامة الملولي، حيث فاز بمفردة بخمسة ميداليات. إثنتان منها ذهبية في اختصاصات 1500 متر سباحة حرة و400 متر فردي متنوع. وثلاثة ميداليات فضية في 200 متر سباحة حرة,
200 متر فردي متنوع و400 متر سباحة حرة.

### رفع الأثقال
| الحائز على الميدالية | اختصاص                    | ذهبية | فضية | برونزية | المجموع |
| -------------------- | ------------------------- | ----- | ---- | ------- | ------- |
| خليل معاوية          | رفع الأثقال : رجال 56 كغ  | 2     | 0    | 0       | 2       |
| رمزي بهلول           | رفع الأثقال : رجال 77 كغ  | 1     | 1    | 0       | 2       |
| كريم بن هنية         | رفع الأثقال : رجال 69 كغ  | 2     | 0    | 0       | 2       |
| غادة حسين            | رفع الأثقال : نساء 69 كغ  | 0     | 2    | 0       | 2       |
| مروى الجلاصي         | رفع الأثقال : نساء +75 كغ | 0     | 0    | 2       | 2       |
| نادية حسني           | رفع الأثقال : نساء 58 كغ  | 0     | 0    | 2       | 2       |
| المجموع              |                           | 5     | 3    | 4       | 12      |

### سباحة
| الحائز على الميدالية | اختصاص | ذهبية | فضية | برونزية | المجموع |
| -------------------- | --- | ----- | ---- | ------- | ------- |
| أسامة الملولي        | 1500 متر سباحة حرة - رجال 400 متر فردي متنوع - رجال 200 متر سباحة حرة - رجال 200 متر فردي متنوع - رجال 400 متر سباحة حرة - رجال | 1 1 0 | 0 1  | 0       | 5       |
| تقي مرابط            | 400 متر فردي متنوع - رجال | 0     | 0    | 1       | 1       |
| المجموع              | | 2     | 3    | 1       | 6       |

### الكرة الحديدية
| الحائز على الميدالية                                           | اختصاص                      | ذهبية | فضية | برونزية | المجموع |
| -------------------------------------------------------------- | --------------------------- | ----- | ---- | ------- | ------- |
| الفريق التونسي النسائي (ممثل ب: نادية بن عبد السلام ومنى باجي) | الكرة الحديدية : نساء مزدوج | 1     | 0    | 0       | 1       |
| الفريق التونسي الرجالي (ممثل ب: خالد بورقيبة وخالد لكحل)       | الكرة الحديدية : رجال مزدوج | 0     | 1    | 0       | 1       |
| المجموع                                                        |                             | 1     | 1    | 0       | 2       |

### ألعاب القوى
| الحائز على الميدالية | اختصاص                       | ذهبية | فضية | برونزية | المجموع |
| -------------------- | ---------------------------- | ----- | ---- | ------- | ------- |
| عمر بن يحيى          | 3000 متر حواجز للخيول - رجال | 1     | 0    | 0       | 1       |
| ياسين غرابي          | 1500 متر ت45 - رجال          | 0     | 0    | 1       | 1       |
| وسام حسني            | نصف ماراثون - رجال           | 0     | 0    | 1       | 1       |
| المجموع              |                              | 1     | 0    | 2       | 3       |

### المصارعة
| الحائز على الميدالية | اختصاص                               | ذهبية | فضية | برونزية | المجموع |
| -------------------- | ------------------------------------ | ----- | ---- | ------- | ------- |
| سليم الطرابلسي       | 120 كغ مصارعة حرة - رجال             | 0     | 1    | 0       | 1       |
| رشدي الرحيمي         | 96 كغ مصارعة حرة - رجال              | 0     | 1    | 0       | 1       |
| رضوان الشابي         | 120 كغ مصارعة يونانية رومانية - رجال | 0     | 1    | 0       | 1       |
| مروى العامري         | 55 كغ مصارعة حرة - نساء              | 0     | 1    | 0       | 1       |
| هيكل عاشوري          | 84 كغ مصارعة يونانية رومانية - رجال  | 0     | 0    | 1       | 1       |
| مروى مزيان           | 48 كغ مصارعة حرة - نساء              | 0     | 0    | 1       | 1       |
| هالة ريابي           | 59 كغ مصارعة حرة - نساء              | 0     | 0    | 1       | 1       |
| المجموع              |                                      | 0     | 4    | 3       | 7       |

### المبارزة
| الحائز على الميدالية | اختصاص                       | ذهبية | فضية | برونزية | المجموع |
| -------------------- | ---------------------------- | ----- | ---- | ------- | ------- |
| سارة بسباس           | مبارزة سيف الشيش فردي - نساء | 0     | 1    | 0       | 1       |
| إيناس بوبكري         | مبارزة سيف الشيش فردي - نساء | 0     | 1    | 0       | 1       |
| مايا منصوري          | مبارزة سيف الشيش فردي - نساء | 0     | 0    | 1       | 1       |
| عزة بسباس            | مبارزة سيف الشيش فردي - نساء | 0     | 0    | 1       | 1       |
| المجموع              |                              | 0     | 2    | 2       | 4       |

### الجودو
| الحائز على الميدالية | اختصاص         | ذهبية | فضية | برونزية | المجموع |
| -------------------- | -------------- | ----- | ---- | ------- | ------- |
| نهال شيخ روحه        | +78 كغ - نساء  | 0     | 1    | 0       | 1       |
| فيصل جاب الله        | +100 كغ - رجال | 0     | 0    | 1       | 1       |
| حسام خلفاوي          | -66 كغ - رجال  | 0     | 0    | 1       | 1       |
| هالة عياري           | -48 كغ - نساء  | 0     | 0    | 1       | 1       |
| المجموع              |                | 0     | 1    | 3       | 4       |

### التنس
| الحائز على الميدالية | اختصاص         | ذهبية | فضية | برونزية | المجموع |
| -------------------- | -------------- | ----- | ---- | ------- | ------- |
| فريق التنس           | تنس رجال مزدوج | 0     | 1    | 0       | 1       |
| مالك الجزيري         | فردي - رجال    | 0     | 0    | 1       | 1       |
| فريق التنس           | تنس نساء مزدوج | 0     | 0    | 1       | 1       |
| المجموع              |                | 0     | 1    | 2       | 3       |

### تايكواندو
| الحائز على الميدالية | اختصاص         | ذهبية | فضية | برونزية | المجموع |
| -------------------- | -------------- | ----- | ---- | ------- | ------- |
| أسامة الوسلاتي       | رجال تحت 80 كغ | 0     | 1    | 0       | 1       |
| المجموع              |                | 0     | 1    | 0       | 1       |

### الكرة الطائرة
| الحائز على الميدالية      | اختصاص | ذهبية | فضية | برونزية | المجموع |
| ------------------------- | ------ | ----- | ---- | ------- | ------- |
| منتخب كرة الطائرة التونسي | رجال   | 0     | 1    | 0       | 1       |
| المجموع                   |        | 0     | 1    | 0       | 1       |

### جمباز فني
| الحائز على الميدالية | اختصاص                  | ذهبية | فضية | برونزية | المجموع |
| -------------------- | ----------------------- | ----- | ---- | ------- | ------- |
| وجدي بوعلاق          | أرضية - رجال وثب - رجال | 0     | 0    | 1 1     | 2       |
| المجموع              |                         | 0     | 0    | 2       | 2       |

### كرة السلة
| الحائز على الميدالية    | اختصاص    | ذهبية | فضية | برونزية | المجموع |
| ----------------------- | --------- | ----- | ---- | ------- | ------- |
| منتخب كرة السلة التونسي | كرة السلة | 0     | 0    | 1       | 1       |
| المجموع                 |           | 0     | 0    | 1       | 1       |

### الملاكمة
| الحائز على الميدالية | اختصاص             | ذهبية | فضية | برونزية | المجموع |
| -------------------- | ------------------ | ----- | ---- | ------- | ------- |
| محمد أمين المسكيني   | 69 كغ تلاطم - رجال | 0     | 0    | 1       | 1       |
| المجموع              |                    | 0     | 0    | 1       | 1       |

### كرة القدم
| الحائز على الميدالية    | اختصاص    | ذهبية | فضية | برونزية | المجموع |
| ----------------------- | --------- | ----- | ---- | ------- | ------- |
| منتخب كرة القدم التونسي | كرة القدم | 0     | 0    | 1       | 1       |
| المجموع                 |           | 0     | 0    | 1       | 1       |

## مقالات ذات صلة
- تونس في الألعاب المتوسطية